# 1973 في كندا
فيما يلي قوائم الأحداث التي وقعت خلال عام 1973 في كندا.

## رياضة
- 23 سبتمبر – جائزة كندا الكبرى 1973 الفائز بيتر ريفسون.

## مواليد

### فبراير
- 12 فبراير – تارا سترونغ

### أبريل
- 3 أبريل – ماثيو فيرغسون ممثل كندي.
- 24 أبريل – دينيسي أرمسترونغ ممثل كندي.
- 27 أبريل – سيباستيان لارو لاعب كرة مضرب كندي.

### مايو
- 14 مايو – أنيه غرانوفسكي
- 17 مايو – ناتالي براون

### يونيو
- 3 يونيو – جايسون جونز

### يوليو
- 8 يوليو – كاثلين روبيرتسون

### أغسطس
- 23 أغسطس – مارك مصري مغني كندي.
- 28 أغسطس – كيربي مورو ممثل كندي.
- 29 أغسطس – جيسيكا هولمز ممثلة كندية.

### سبتمبر
- 1 سبتمبر – بولي شانون
- 6 سبتمبر – غريغ روزيدسكي لاعب كرة مضرب من المملكة المتحدة.

### أكتوبر
- 2 أكتوبر – داني سميث
- 3 أكتوبر – نيف كامبل ممثلة كندية.
- 18 أكتوبر – اليكس تالياني سائق سيارة سباق كندي.
- 30 أكتوبر – آدم كوبلاند

### نوفمبر
- 9 نوفمبر – غابرييل ميلر ممثلة كندية.
- 30 نوفمبر – جيسون ريسو

### ديسمبر
- 25 ديسمبر – بوبي غن

## وفيات

### يناير
- 4 يناير – جورج ألكسندر درو (مواليد 1894) سياسي كندي.

### أكتوبر
- 29 أكتوبر – جوني كولون (مواليد 1889) ملاكم كندي.